# Палеопсихологія
Палеопсихологія (грец. palaios — давній) — психологічна наука, предмет якої — антропогенез психіки, зокрема уточнення особливостей первісного мислення, а засоби — матеріали археології. Концепцію палеопсихології розробив російський науковець Борис Поршнєв.